# August Ackermann
August Ackermann, né le 2 juin 1883 à Wolfwil et mort le 18 février 1968 à Fribourg, est un prêtre catholique et publiciste suisse.

## Biographie
August Ackermann naît le 2 juin 1883 à Wolfwil, dans le canton de Soleure. Il en est également originaire. Il est le fils d'Urs Jakob Ackermann, potier, et de Karolina, née Kissling.
Il étudie la théologie à Innsbruck à partir de 1904, puis suit la formation pour ordinands à Soleure en 1907. Il est ordonné prêtre en 1908.
August Ackermann travaille d'abord comme vicaire à Granges puis est nommé curé à Welschenrohr en 1909. Il travaille à nouveau comme vicaire à Jaun] en 1912 et à Bâle en 1913. Il est ensuite nommé curé à Obergösgen en 1920 et à Sissach en 1926. En 1931, il obtient un emploi de catéchiste au prieuré de Fischingen. De 1934 à 1935, il effectue un séjour d'études à Rome. À partir de 1939, il vit à Fribourg, plus précisément au Salesianum dès 1940.
August Ackermann meurt à Fribourg le 18 février 1968 à l'âge de 85 ans. Ses archives sont conservées à la Bibliothèque cantonale et universitaire de Fribourg.

## Travaux
Adepte du mouvement « jeune-clérical » (adversaire des radicaux) et chrétien-social, August Ackermann déclenche à plusieurs reprises des conflits retentissants. Il est ainsi révoqué de sa charge de curé de Welschenrohr par le Conseil cantonal de Soleure en 1912, destitué par décision populaire à Obergösgen en 1926 et renvoyé de Sissach en 1931. Par la suite, il écrit de nombreux articles sur des thèmes religieux.